# Tivaouane

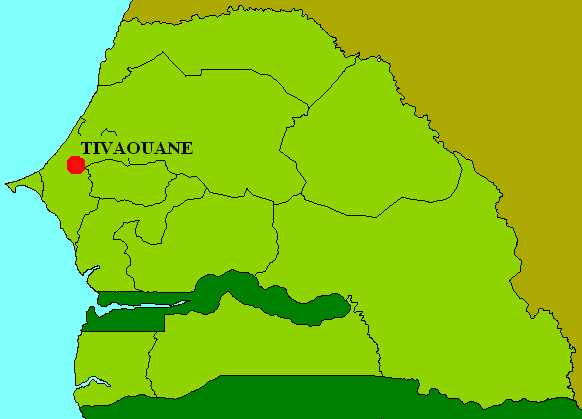
Tivaouanes läge i Senegal.

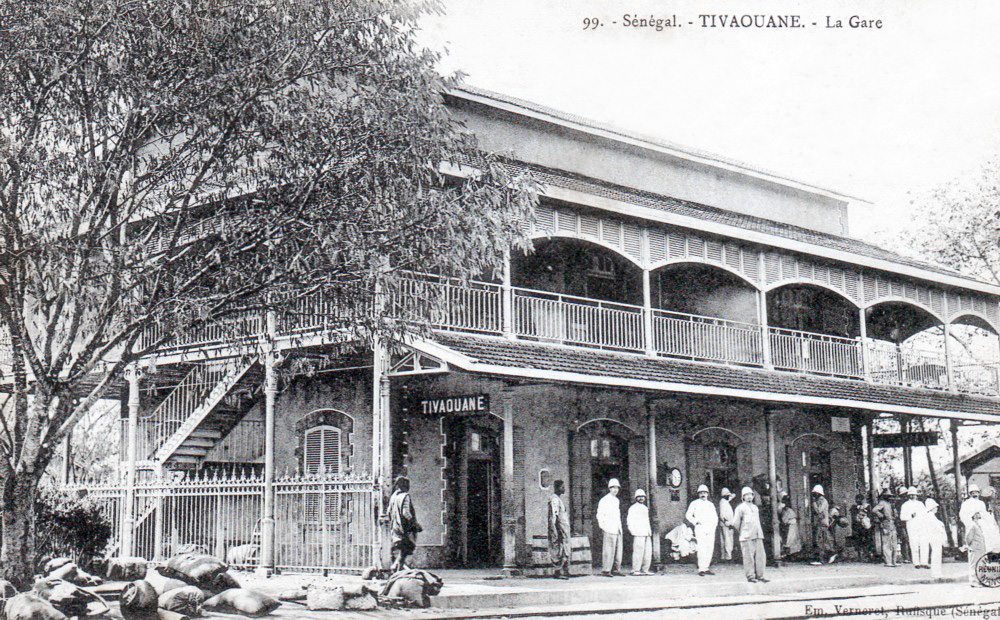
Järnvägsstationen i Tivaouane, cirka 1905

Tivaouane är en stad i västra Senegal. Den ligger i regionen Thiès och hade 69 556 invånare vid folkräkningen 2013.